# 철마로
철마로는 부산광역시 금정구 두구동 임석사거리와 기장군 철마면 철마삼거리를 잇는 부산광역시의 도로이다. 기장군 전체 구간은 기장군도 제17호선으로 지정되어 있는데, 보림교 교차로에서 철마삼거리까지 구간은 부산광역시도 제9104호선으로 지정되어 있다.

## 주요 경유지
부산광역시
- 금정구 두구동 - 기장군 철마면

## 노선
- 연한 파란색(■): 부산광역시도 제9104호선 구간

| 이름       | 접속 노선                            | 소재지                                 | 소재지                                       | 비고 |
| ---------- | ------------------------------------ | -------------------------------------- | -------------------------------------------- | ---- |
| 임석사거리 | 부산광역시도 제6106호선 (체육공원로) | 부산광역시                             | 금정구                                       |      |
| (고개)     |                                      | 부산광역시                             | 금정구                                       |      |
| 기장군     | 철마면                               |                                        |                                              |      |
| 기장군     | 철마면                               | 장전2교                                |                                              |      |
| 기장군     | 철마면                               | 장전2교 교차로                         | 철마천로                                     |      |
| 기장군     | 철마면                               | 천내들교 장전교                        |                                              |      |
| 기장군     | 철마면                               | 철마초등학교 교차로                    | 개좌로                                       |      |
| 기장군     | 철마면                               | 철마 교차로                            | 부산광역시도 제81호선 (정관산업로)           |      |
| 기장군     | 철마면                               | 부산유아체험학습교육원 (구 철마중학교) |                                              |      |
| 기장군     | 철마면                               | 보림교 교차로                          | 한들길                                       |      |
| 기장군     | 철마면                               | 보림교                                 |                                              |      |
| 기장군     | 철마면                               | 갈치고개 (갈치재)                      |                                              |      |
| 기장군     | 철마면                               | 안평저수지 교차로                      |                                              |      |
| 기장군     | 철마면                               | 철마삼거리                             | 국도 제14호선 부산광역시도 제91호선 (반송로) |      |

## 주요 건물 및 시설
- 장전마을회관 (부산광역시 기장군 철마면 철마로 438)
- 철마파출소 (부산광역시 기장군 철마면 철마로 473)
- 철마우체국 (부산광역시 기장군 철마면 철마로 475-1)
- 철마면사무소 (부산광역시 기장군 철마면 철마로 485)
- 철마초등학교 (부산광역시 기장군 철마면 철마로 493)
- 기장철마체육공원 (부산광역시 기장군 철마면 철마로 543)
- 부산유아체험학습교육원 (부산광역시 기장군 철마면 철마로 569)